# Kurt Luthmer
Kurt Friedrich Hermann Eduard Luthmer (* 19. Juni 1891 in Zabern, Elsaß; † 11. September 1945 in Marburg) war ein deutscher Kunsthistoriker und Museumsdirektor.

## Leben
Kurt Luthmer wurde als Sohn des Geheimen Regierungsrats, Oberschulrats und Dr. der Philosophie Hans Georg August Hermann Luthmer (geboren um 1851/52 in Goslar; gestorben am 25. Mai 1935 in Jugenheim, im Alter von 83 Jahren) und dessen Ehefrau Tina Luthmer geb. Becker geboren. Nach dem Studium nahm Luthmer als Soldat am Ersten Weltkrieg teil. Von 1919 bis 1923 war er am Hessischen Landesmuseum Darmstadt beschäftigt.
Im April 1922 wechselte er als Kustos an das Landesmuseum Kassel. 1866 überführte Preußen mit der Annexion von Hessen-Kassel die fürstlichen Sammlungen erstmals in staatliche Verwaltung. Im August 1913 erhielt das Landesmuseum einen Neubau am Rande der Kasseler Innenstadt am Brüder-Grimm-Platz. Im Jahre 1924 wurden die Sammlungen unter dem Namen „Staatliche Kunstsammlungen Kassel“ zusammengefasst und mit einer gemeinsamen Verwaltung und wissenschaftlichen Leitung versehen. Im Oktober 1928 wurde Kurt Luthmer schließlich die Leitung des Museums in Kassel übertragen. Er trat damit die Nachfolge von Johannes Boehlau an, der das Museum seit 1924 geleitet hatte.
Luthmer beteiligte sich ab 1927 intensiv an dem Aufbau einer Jüdischen Abteilung im Kasseler Landesmuseum. Hierzu arbeitete er eng mit dem 1928 gegründeten Verein Jüdisches Museum zusammen, an dessen Gründung Luthmer selbst beteiligt und dessen zweiter Vorsitzender er war. Noch Anfang 1933 plante Luthmer, die erworbenen Exponate im zweiten Stock des Neubaus unterzubringen. Nach den Wahlen vom 5. März 1933 änderte er seine Position rasch. Bereits bis zum Sommer 1933 waren sämtliche Exponate des geplanten Jüdischen Museums aus den Beständen des Landesmuseums entfernt worden. Luthmer machte seine Unterstützung des NS-Regimes auch öffentlich kund. Im Gegensatz zu vielen anderen Museumsdirektoren konnte er seine Position behalten und in den kommenden Jahren festigen.
Im September 1933 fand in Kassel ein Tag für Denkmalpflege und Heimatschutz statt. Auf diesem gab Luthmer einen Bericht über die Situation der Museen und deren Neuausrichtung auf das NS-Regime ab. In den folgenden Jahren wurden im Landesmuseum in Kassel auch vermehrt Anhänger der nationalsozialistischen Ideologe angestellt. So erhielt der spätere NS-Kulturfunktionär Rolf Hetsch im Frühjahr 1935 eine Stelle als Wissenschaftlicher Mitarbeiter an den Staatlichen Kunstsammlungen Kassel. Ende 1936 wurde Kurt Luthmer zum nationalsozialistischen Museumspfleger für die preußische Provinz Hessen-Nassau bestimmt. Da ein solches Amt nur politisch zuverlässige Personen erhielten, kann daraus seine Hinwendung zur nationalsozialistischen Ideologie abgeleitet werden. Zum 1. Mai 1937 trat Luthmer der NSDAP bei (Mitgliedsnummer 5.396.362).
Kurt Luthmer starb am 11. September 1945 im Sanatorium Sonnenblick in Marburg an Lungen-Tuberkulose. Wohnhaft war er zuletzt auf Schloss Adolphseck bei Fulda. Er wurde auf dem Marburger Hauptfriedhof in einem Gräberfeld für Kriegstote begraben.

## Ehrungen
- Verleihung des Professorentitels

## Veröffentlichungen (Auswahl)
- Führer durch Straßburg. Straßburg 1913.
- Das jüdische Museum. In: Jüdische Wochenzeitung für Kassel, Hessen und Waldeck Nr. 16, 29. April 1927, S. 1.
- Denkschrift über die Gründung einer Kunstbücherei und eines Kupferstichkabinetts in Kassel. Kassel 1928.
- Die Sammlung Thomée. Marburg 1931.
- mit Rudolf Hallo: Das Kupferstichkabinett und die Bücherei der Staatlichen Kunstsammlung Kassel. Kassel 1931, 2. Auflage 1933.
- Die hessische Malerfamilie Tischbein. Kassel 1934.
- Adolf Pistor (Nachruf) . In: Zeitschrift des Vereins für hessische Geschichte und Landeskunde 59 (1934), S. 1–5.
- Die Gemäldegalerie zu Kassel. Eine Auswahl der schönsten Werke. Kassel 1938.
- In memoriam Johannes Boehlau, Eberhard Preime, Franz Voigt. Kassel 1941.